# Здание «Ростовэнерго»
Здание «Ростовэнерго» — административное здание в Ростове-на-Дону, в котором размещается несколько крупных компаний Ростовской области. Построено в 1952 году по проекту архитектора Л. Л. Эберга. Имеет статус объекта культурного наследия регионального значения. Расположено по адресу Большая Садовая 49/42.

## История
На месте нынешнего здания ранее стояла четырёхэтажная постройка, которая была разрушена во время Великой Отечественной войны. Нынешнее здание «Ростовэнерго» было построено в 1952 году в ходе послевоенной реконструкции города по проекту ростовского архитектора Льва Леонидовича Эберга.
Постановлением министерства культуры Ростовской области от 14 декабря 2015 года № 488 здание «Ростовэнерго» было признано объектом культурного наследия регионального значения. К 2010-м годам степень износа здания достигла 35 %, в связи с чем в 2016 году была начата его реставрация. Завершить работы планируется к Чемпионату мира по футболу 2018 года.

## Архитектура
Здание «Ростовэнерго» выдержано в духе советского неоклассицизма. В оформлении главного и бокового фасадов прослеживаются мотивы итальянского ренессанса. Г-образное в плане здание коридорного типа имеет 5 этажей. Главный и боковой фасады на высоту двух этажей отделаны крупным штукатурным рустом. Центральная часть главного фасада, выходящего на Большую Садовую улицу, выделена ложной аркадой высотой в два первых этажа, лоджиями на 3, 4 и 5 этажах и увенчана ступенчатым аттиком с круглым слуховым окном. Лоджии 3-го и 4-го этажей фланкированы пилястрами, лоджия 5-го этажа с выступающим балконом оформлена портиком с центральной полуциркульной аркой.
В отделке использован лепной и штукатурный декор. Под окнами 2-го этажа установлены медальоны с советской символикой. Окна 3-го этажа декорированы многопрофильными наличниками и замковыми камнями. Горизонтальное членение фасадов подчёркнута широкой профилированной тягой. Закруглённый угол здания увенчан выгнутым фронтоном с лепным вензелем.

## Расположение
Здание «Ростовэнерго» расположено напротив здания городской администрации в Ленинском районе города Ростова-на-Дону (ул. Большая Садовая, д. 49 / переулок Семашко, д. 42). Добраться до объекта можно на автобусе (№ 3, 33, 3а, 67, 7, 70, 80), троллейбусе (№ 1, 2, 22, 9) до остановки «Семашко (ул. Большая Садовая)».